# Quần đảo Cook
Quần đảo Cook (Tiếng Māori quần đảo Cook: Kūki 'Āirani) (Tiếng Anh: Cook Island) là một nền dân chủ nghị viện tự trị trong liên minh tự do với New Zealand. Mười lăm đảo nhỏ trong quốc gia ở Nam Thái Bình Dương này có diện tích đất liền tổng cộng 240 km² (92,7 sq mi), Khu vực Kinh tế Độc quyền (EEZ) của Quần đảo Cook bao phủ đến 1,8 triệu km² (0,7 triệu dặm vuông) đại dương.
Trung tâm đông dân nhất là đảo Rarotonga (khoảng 10.572 người vào năm 2011), nơi có một sân bay quốc tế. Cũng có nhiều dân cư quần đảo này sống ở New Zealand, cụ thể là ở Đảo Bắc; trong điều tra năm 2013, 61.839 người tự nhận mình là hậu duệ của người Māori đảo Cook.
Với 90.000 du khách viếng thăm đảo vào năm 2006, du lịch là ngành công nghiệp số một của đất nước, và yếu tố hàng đầu của nền kinh tế, bỏ xa ngành ngân hàng, khai thác ngọc, hải sản và xuất khẩu cây ăn quả.
Phòng vệ là trách nhiệm của New Zealand, theo sự hội ý với Quần đảo và có sự yêu cầu từ Quần đảo. Trong thời gian gần đây, Quần đảo Cook đã đưa vào những chính sách ngoại giao ngày càng độc lập.
Với khoảng 100.000 du khách đến các đảo trong năm tài chính 2010-2011, du lịch là ngành công nghiệp chính của đất nước và là yếu tố hàng đầu của nền kinh tế, hơn các lĩnh vực ngân hàng, ngọc trai và xuất khẩu hàng hải và hoa quả.

## Địa lý
Quần đảo Cook nằm ở Nam Thái Bình Dương, đông bắc New Zealand, giữa Samoa thuộc Mỹ và Polynésie thuộc Pháp. Với 15 hòn đảo chính trải dài trên 2,2 triệu km² mặt biển, có 2 nhóm đảo riêng biệt: Quần đảo Nam Cook và Quần đảo Bắc Cook. Các hòn đảo được tạo thành từ các hoạt động của núi lửa; nhóm đảo phía bắc lâu đời hơn và bao gồm 6 đảo san hô vòng (san hô phát triển vùng trũng của miệng núi lửa). Khí hậu mang kiểu nhiệt đới.

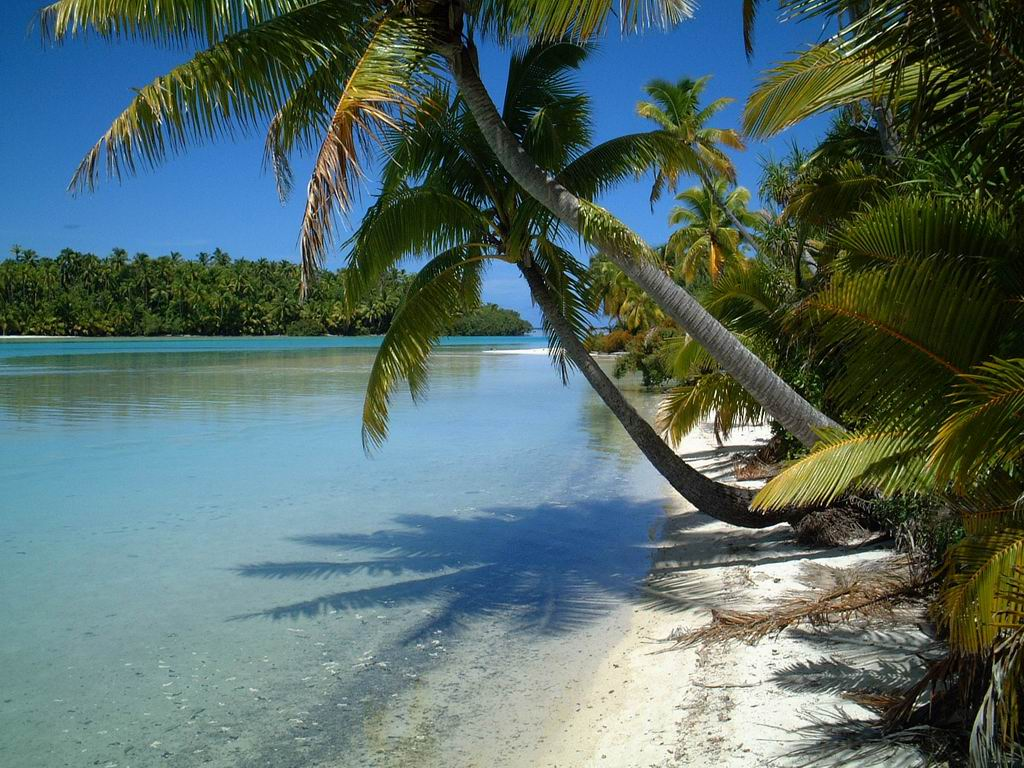
Tapuaetai (Đảo One Foot) ở phía nam đảo san hô Aitutaki

Quần đảo Cook bao gồm 15 hòn đảo và hai rạn san hô.

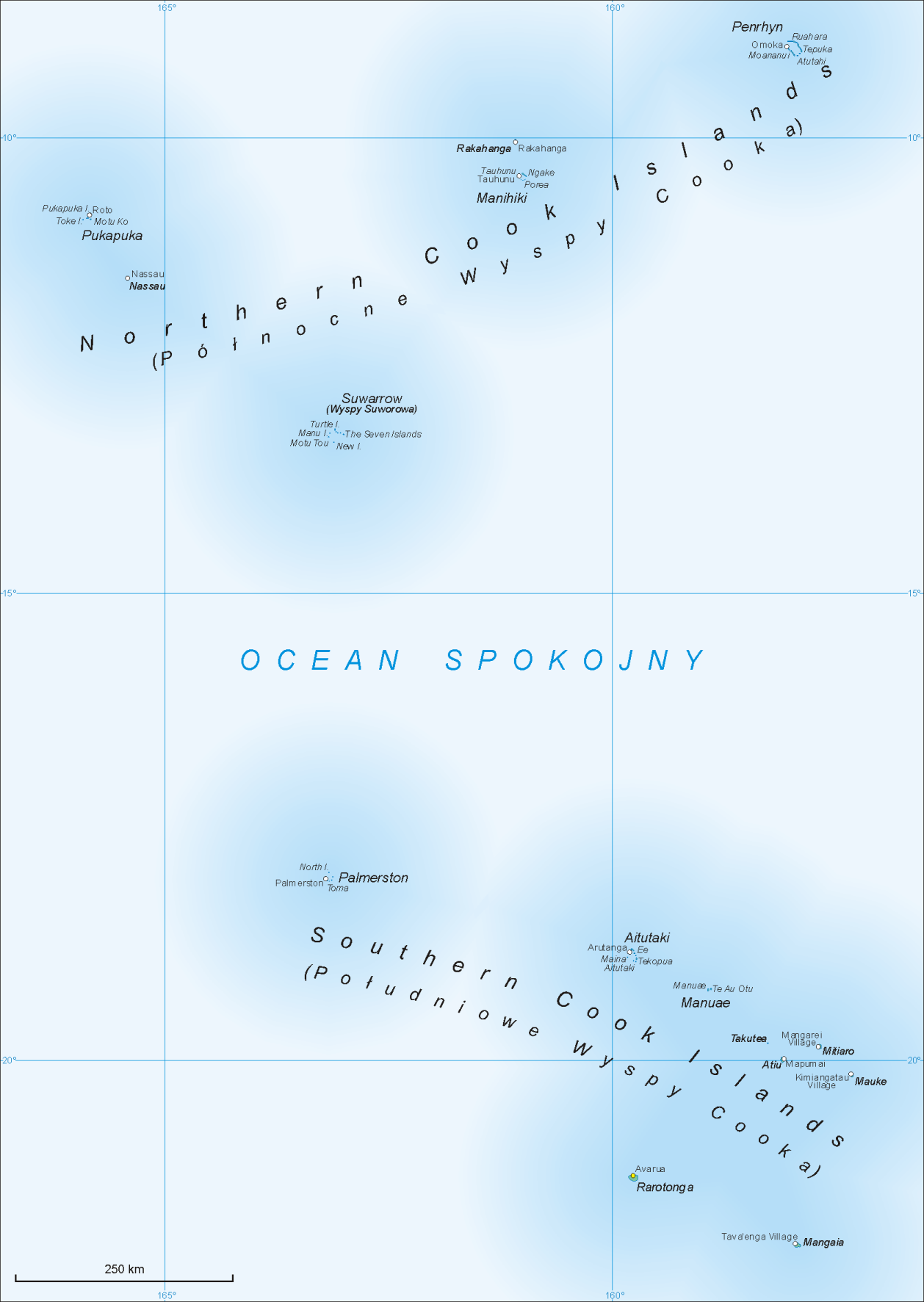

| Cụm  | Đảo                      | Diện tích km² | Dân số 2016 |
| ---- | ------------------------ | ------------- | ----------- |
| Bắc  | Penrhyn                  | 10            | 226         |
| Bắc  | Rakahanga                | 4             | 80          |
| Bắc  | Manihiki                 | 5             | 213         |
| Bắc  | Pukapuka                 | 1             | 444         |
| Bắc  | Rặng san hô chìm Tema    | 0             | 0           |
| Bắc  | Nassau                   | 1             | 78          |
| Bắc  | Suwarrow                 | 0             | 0           |
| Nam  | Palmerston               | 2             | 58          |
| Nam  | Aitutaki                 | 18            | 1.928       |
| Nam  | Manuae                   | 6             | 0           |
| Nam  | Takutea                  | 1             | 0           |
| Nam  | Mitiaro                  | 22            | 155         |
| Nam  | Atiu                     | 27            | 437         |
| Nam  | Mauke                    | 18            | 297         |
| Nam  | Rặng san hô chìm Winslow | 0             | 0           |
| Nam  | Rarotonga                | 67            | 13.044      |
| Nam  | Mangaia                  | 52            | 499         |
| Tổng | Tổng                     | 237           | 17.459      |

## Lịch sử

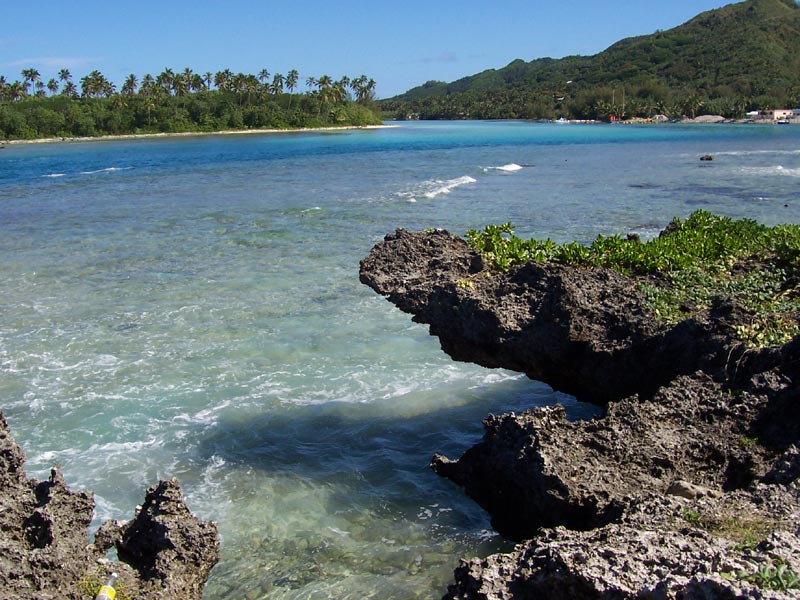
Bãi biển ở Rarotonga

Quần đảo Cook có dân định cư lần đầu tiên vào thế kỷ thứ 6 bởi những người Polynesia di cư từ Tahiti, một hòn đảo cách 1.154 km về phía đông bắc.
Tàu Tây Ban Nha đã đến thăm các đảo trong thế kỷ 16; bản ghi đầu tiên về các đảo xuất hiện vào năm 1595, một trong số đó là đảo Pukapuka bởi thủy thủ người Tây Ban Nha Álvaro de Mendaña de Neira, ông gọi nó là San Bernardo (Saint Bernard). Pedro Fernandes de Queirós, một thuyền trưởng người Bồ Đào Nha làm việc cho Tây Ban Nha, đã thực hiện chuyến cập cảng của người châu Âu đầu tiên được ghi nhận khi ông đặt chân lên Rakahanga vào năm 1606 và ông gọi nó là Gente Hermosa (Người đẹp).
Nhà hàng hải người Anh, thuyền trưởng James Cook đến vào năm 1773 và 1777 và đặt tên cho hòn đảo Manuae là đảo Hervey. Sau đó, tên Quần đảo Hervey được áp dụng cho toàn bộ nhóm phía nam; cái tên "Quần đảo Cook", để vinh danh thuyền trưởng Cook, lần đầu tiên xuất hiện trên biểu đồ hải quân Nga được xuất bản vào những năm 1820.
Các hòn đảo là một khu nghỉ mát phổ biến cho các tàu săn cá voi từ Mỹ, Anh và Úc trong thế kỷ 19. Họ đã đến thăm, từ 1826, để lấy nước, thực phẩm và củi. Những hòn đảo yêu thích của họ là Rarotonga, Aitutaki, Mangaia và Penrhyn.

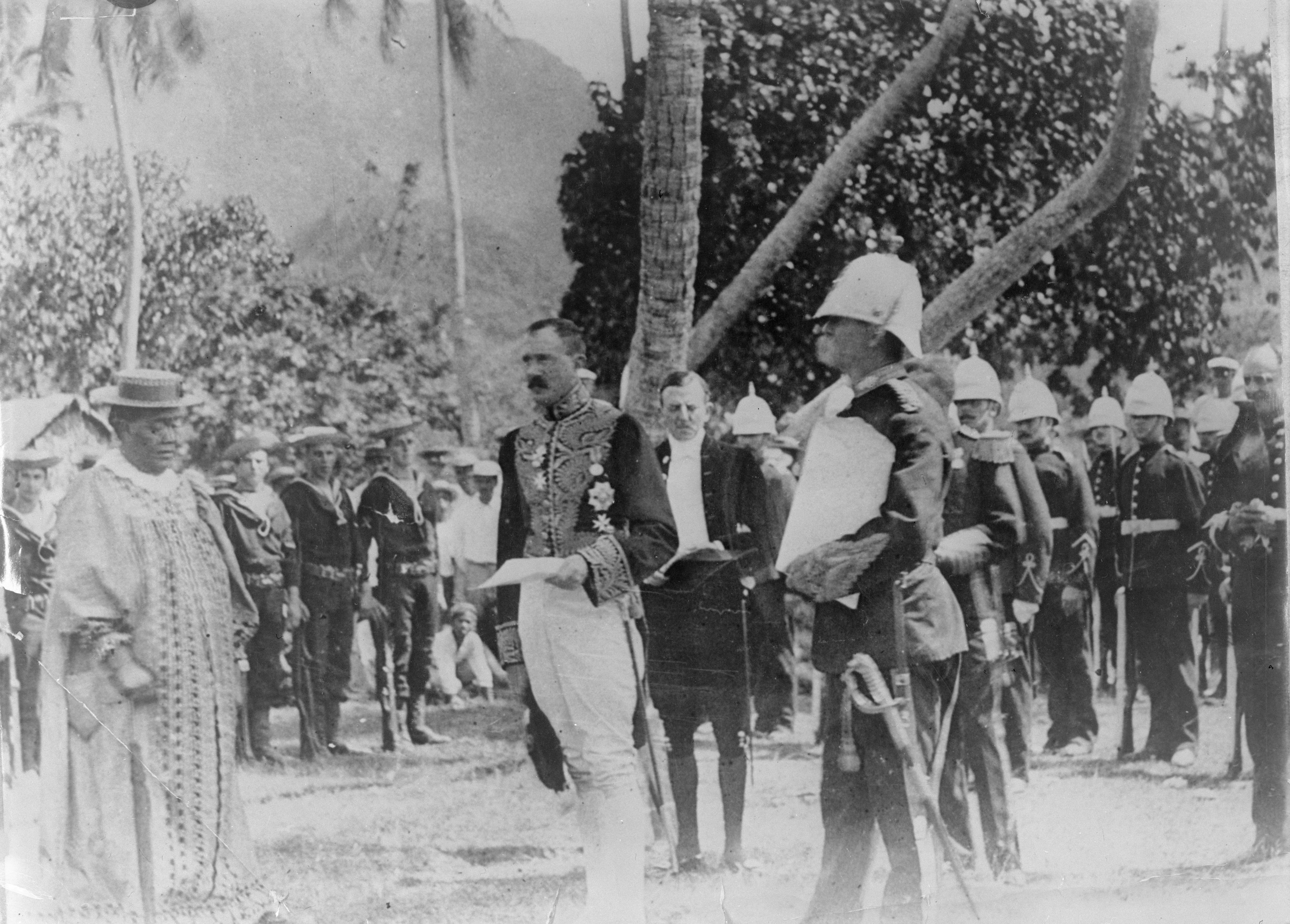
Thống đốc Lord Ranfurly đọc bản tuyên bố thôn tính cho Nữ hoàng Makea vào ngày 7 tháng 10 năm 1900.

Quần đảo Cook trở thành một nước bảo hộ của Anh vào năm 1888, phần lớn do lo ngại của cộng đồng rằng Pháp có thể chiếm lãnh thổ vì nó có Tahiti. Vào ngày 6 tháng 9 năm 1900, những người dân đảo đã trình bày một kiến nghị yêu cầu các đảo (bao gồm cả Niue "nếu có thể") nên được sáp nhập thành lãnh thổ của Anh. Vào ngày 8 tháng 9 năm 1900, họ nhượng lại Rarotonga và các đảo khác đã được ký bởi thủ lĩnh và người dân của họ; và bởi một Tuyên ngôn của Anh được ban hành cùng lúc, các đảo được tuyên bố là một phần của Hoàng đế Anh, ngoại trừ Aitutaki. Dường như, mặc dù người dân tự coi mình là chủ thể của Anh, nhưng danh hiệu là không chắc chắn, và hòn đảo đã chính thức bị thôn tính bởi Tuyên ngôn ngày 9 tháng 10 năm 1900. Các hòn đảo được bao gồm trong ranh giới thuộc địa của New Zealand vào năm 1901 theo Lệnh trong Hội đồng theo Đạo luật Ranh giới thuộc địa, 1895 của Vương quốc Anh. Thay đổi ranh giới bắt đầu có hiệu lực vào ngày 11 tháng 6 năm 1901 và Quần đảo Cook đã có mối quan hệ chính thức với New Zealand kể từ đó.
Khi Đạo luật Quốc tịch Anh và Quốc tịch New Zealand 1948 có hiệu lực vào ngày 1 tháng 1 năm 1949, những người dân đảo Cook là những người Anh đã có quốc tịch New Zealand. Đất nước này vẫn là một lãnh thổ phụ thuộc của New Zealand cho đến năm 1965, khi Chính phủ New Zealand quyết định đưa ra tình trạng tự trị cho thuộc địa của mình. Vào năm đó, Albert Henry của Đảng Quần đảo Cook được bầu làm Thủ tướng đầu tiên. Henry lãnh đạo đất nước cho đến khi ông bị buộc tội gian lận phiếu bầu.

## Chính trị và quan hệ đối ngoại

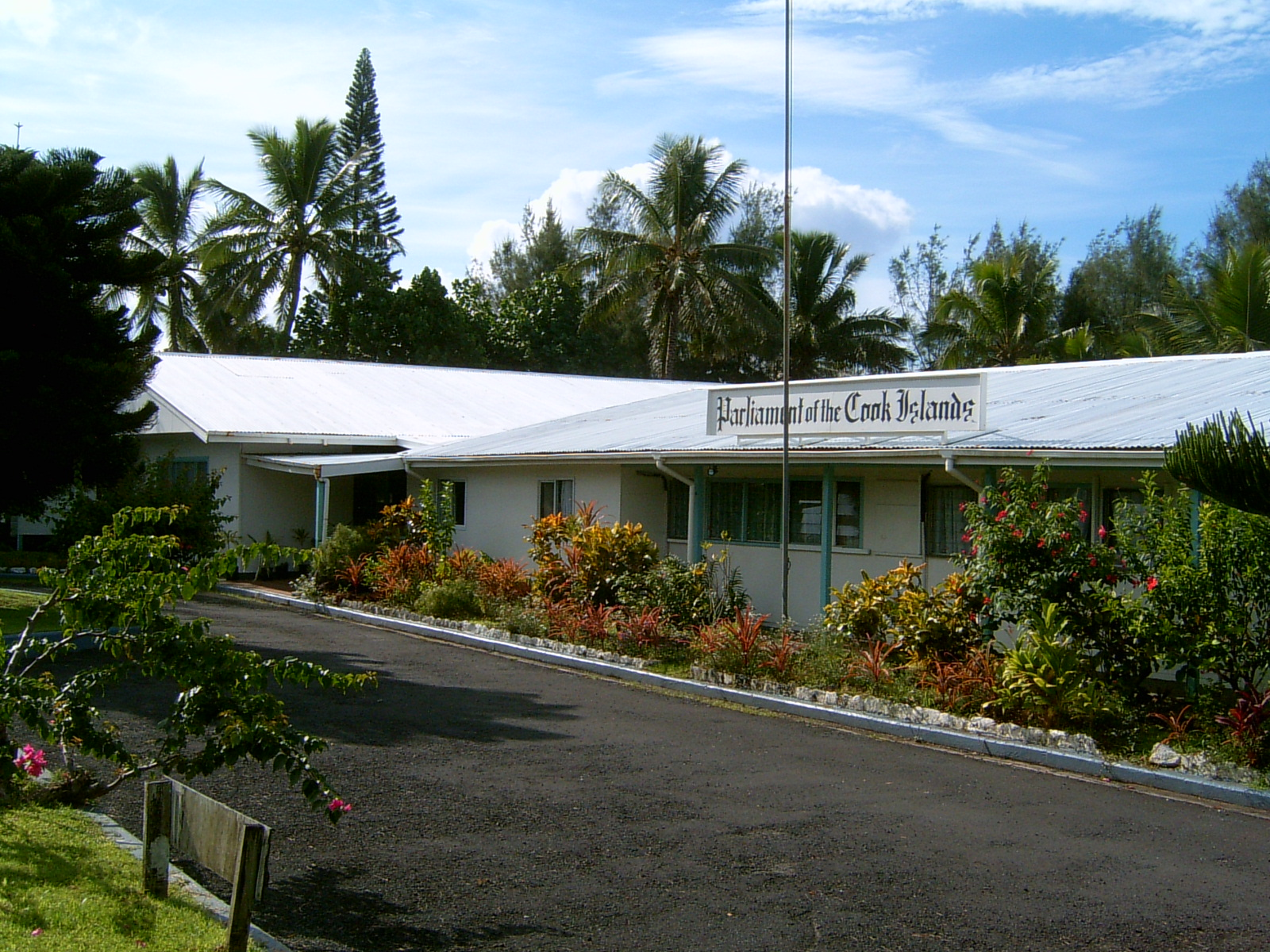
Tòa nhà quốc hội của Quần đảo Cook, trước đây là một khách sạn.

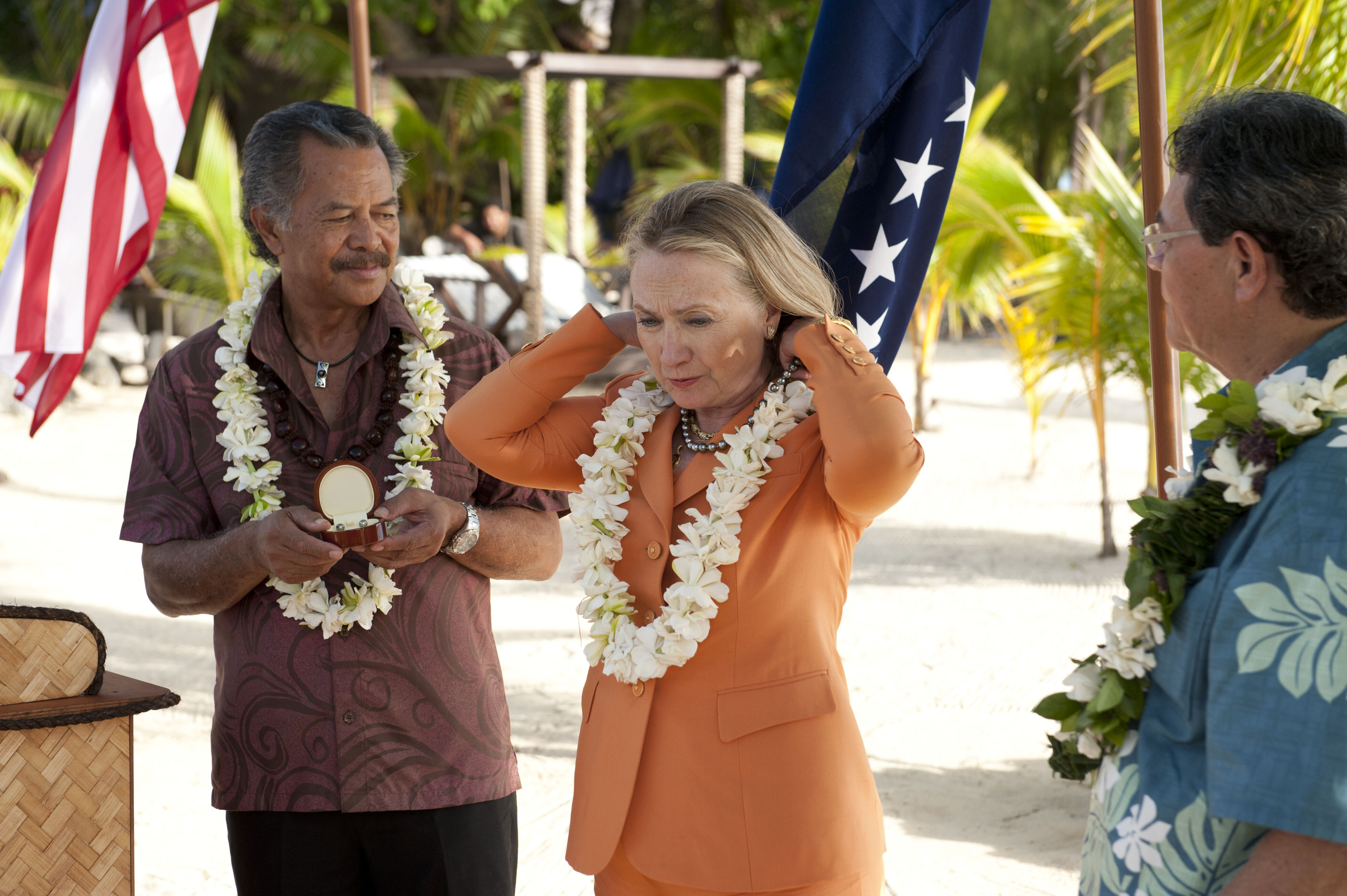
Thủ tướng Henry Puna với Ngoại trưởng Hoa Kỳ Hillary Clinton, ngày 31 tháng 8 năm 2012

Quần đảo Cook là một nền dân chủ đại nghị với hệ thống nghị viện trong mối liên kết với New Zealand. Quyền hành pháp được thực thi bởi chính phủ, với Bộ trưởng là người đứng đầu chính phủ. Quyền lập pháp được trao cho cả chính phủ và Quốc hội Quần đảo Cook. Có một hệ thống đa đảng. Tư pháp độc lập với hành pháp và lập pháp. Nguyên thủ quốc gia là Quốc vương New Zealand, người được đại diện tại Quần đảo Cook là Đại diện của Quốc vương.
Các hòn đảo tự quản trong "hiệp hội tự do" với New Zealand. New Zealand vẫn chịu trách nhiệm chính cho các vấn đề đối ngoại, với sự tham khảo ý kiến với chính phủ Quần đảo Cook. Công dân Quần đảo Cook là công dân của New Zealand và có thể nhận các dịch vụ của chính phủ New Zealand, nhưng ngược lại thì không. Mặc dù vậy, kể từ năm 2014, Quần đảo Cook có quan hệ ngoại giao dưới tên riêng của mình với 43 quốc gia khác. Quần đảo Cook không phải là một quốc gia thành viên Liên Hợp Quốc, nhưng cùng với Niue, đã có "năng lực thực hiện hiệp ước" đầy đủ của họ và được Ban thư ký Liên hợp quốc công nhận. Quần đảo Cook là thành viên đầy đủ của WHO, UNESCO và các cơ quan chuyên trách của LHQ, là thành viên liên kết của Ủy ban Kinh tế Xã hội châu Á Thái Bình Dương Liên Hợp Quốc (UNESCAP) và là thành viên của Hội đồng các Quốc gia của Tòa án Hình sự Quốc tế.
Vào ngày 11 tháng 6 năm 1980, Hoa Kỳ đã ký một hiệp ước với Quần đảo Cook chỉ định biên giới trên biển giữa Quần đảo Cook và Samoa thuộc Mỹ và cũng từ bỏ mọi yêu sách của Mỹ đối với Penrhyn, Pukapuka, Manihiki và Rakahanga. Năm 1990, Quần đảo Cook và Pháp đã ký một hiệp ước phân định ranh giới giữa Quần đảo Cook và Polynesia thuộc Pháp. Vào cuối tháng 8 năm 2012, Ngoại trưởng Hoa Kỳ Hillary Clinton đã đến thăm các đảo.

### Quyền con người
Đồng tính luyến ái nam là bất hợp pháp ở Quần đảo Cook và bị trừng phạt với mức án tối đa là bảy năm tù.

## Phân khu hành chính

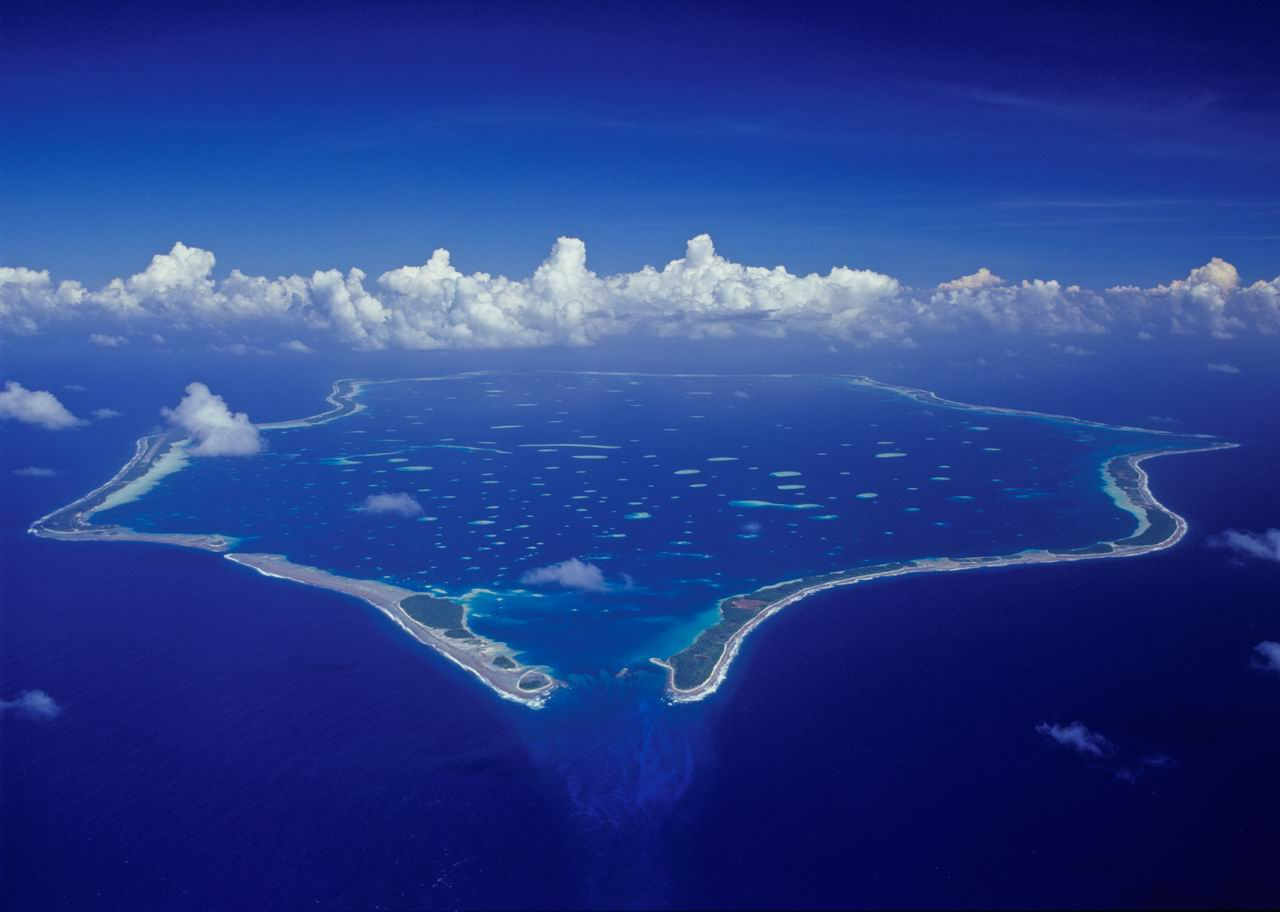
Penrhyn nhìn từ trên không

Có các hội đồng đảo trên tất cả các hòn đảo có người ở (Đạo luật Chính quyền Địa phương Quần đảo năm 1987 với những sửa đổi đến năm 2004 và Đạo luật Chính quyền Địa phương Đảo Palmerston năm 1993) ngoại trừ Nassau, được điều hành bởi chính quyền đảo Pukapuka (đảo Suwarrow, chỉ có hai người sống trên hòn đảo, cũng được cai trị bởi chính quyền Pukapuka). Mỗi hội đồng được lãnh đạo bởi một thị trưởng.

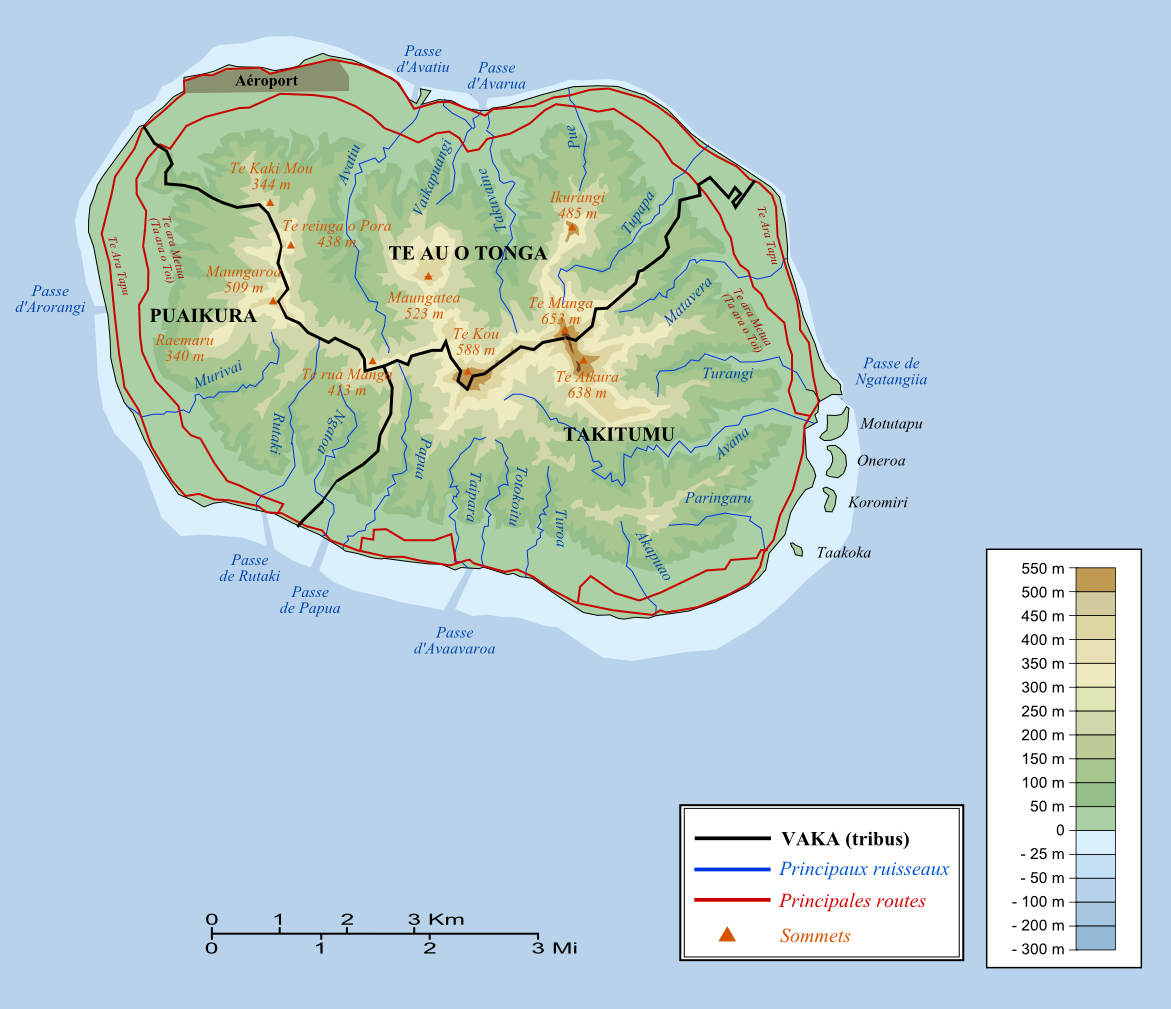
Các quận của Rarotonga.

Ba hội đồng Vaka của Rarotonga được thành lập năm 1997 (Đạo luật chính quyền địa phương Rarotonga 1997), cũng do các thị trưởng đứng đầu, đã bị bãi bỏ vào tháng 2 năm 2008, mặc dù có nhiều tranh cãi.
Ở cấp độ thấp nhất là các ủy ban thôn. Nassau, được điều hành bởi Pukapuka, có một ủy ban đảo (Ủy ban đảo Nassau), cố vấn cho Hội đồng đảo Pukapuka về các vấn đề liên quan đến hòn đảo của mình.

## Kinh tế
Nền kinh tế bị ảnh hưởng mạnh mẽ bởi địa lý. Nó bị cô lập với thị trường nước ngoài, và có một số cơ sở hạ tầng không đầy đủ; nó thiếu tài nguyên thiên nhiên lớn, sản xuất hạn chế và vừa phải chịu đựng do thiên tai. Du lịch cung cấp cho nền kinh tế chiếm khoảng 67,5% GDP. Ngoài ra, nền kinh tế được hỗ trợ bởi viện trợ nước ngoài, phần lớn từ New Zealand. Trung Quốc cũng đã đóng góp viện trợ nước ngoài, trong số đó có các dự án khác như tòa nhà Trụ sở Cảnh sát. Quần đảo Cook đang mở rộng các lĩnh vực nông nghiệp, khai thác mỏ và đánh cá với những thành công khác nhau.
Kể từ khoảng năm 1989, Quần đảo Cook đã trở thành một địa điểm chuyên về cái gọi là ủy thác bảo vệ tài sản, theo đó các nhà đầu tư che chở khối tài sản khỏi tầm với của các chủ nợ và cơ quan pháp lý. Theo tờ New York Times, Cooks có "luật đặt ra để bảo vệ tài sản của người nước ngoài khỏi các yêu sách pháp lý ở nước họ", vốn rõ ràng được tạo ra để ngăn chặn cánh tay dài của công lý Mỹ; chủ nợ phải đi đến Quần đảo Cook và tranh luận về trường hợp của họ theo luật Cooks. Không giống như các khu vực pháp lý nước ngoài khác như Quần đảo Virgin thuộc Anh, Quần đảo Cayman và Thụy Sĩ, Cooks "thường coi thường các lệnh của tòa án nước ngoài" và không yêu cầu tài khoản ngân hàng, bất động sản hoặc các tài sản khác được bảo vệ khỏi sự giám sát (việc tiết lộ tên là bất hợp pháp hoặc bất kỳ thông tin nào về tín thác của Cooks).
Trong những năm gần đây, Quần đảo Cook nổi tiếng là thiên đường của con nợ, thông qua việc ban hành luật cho phép con nợ bảo vệ tài sản của họ khỏi yêu sách của các chủ nợ.

## Văn hóa

### Ngôn ngữ
Ngôn ngữ trên quần đảo gồm có tiếng Anh, tiếng Maori quần đảo Cook hay còn gọi là "Rarotongan", và tiếng Pukapukan. Có rất nhiều phương ngữ khác nhau tùy theo mỗi đảo. Tiếng Maori quần đảo Cook gần gũi với cả tiếng của đảo Tahiti, Polynésie thuộc Pháp và tiếng Maori ở New Zealand. Ngược lại, tiếng Pukapukan có quan hệ gần gũi với tiếng Samoa. Cả tiếng Anh và tiếng Maori ở Quần đảo Cook đều được coi là ngôn ngữ chính thức, theo Đạo luật Te Reo Maori.

### Âm nhạc
Âm nhạc ở Quần đảo Cook rất đa dạng, với các bài hát thiên chúa khá phổ biến, nhưng các bài hát và điệu nhảy truyền thống trong các ngôn ngữ Polynesia vẫn phổ biến.

### Nghệ thuật

#### Điêu khắc
Điêu khắc gỗ là một hình thức nghệ thuật phổ biến ở Quần đảo Cook. Sự gần gũi của các hòn đảo trong nhóm phía nam đã giúp tạo ra một phong cách điêu khắc đồng nhất nhưng điều đó có sự phát triển đặc biệt ở mỗi hòn đảo. Rarotonga được biết đến với các vị thần của ngư dân, Atiu là những chiếc ghế gỗ, Mitiaro, Mauke và Atiu là các vị thần chùy và phiến và Mangaia là các nghi lễ của mình. Hầu hết các tác phẩm chạm khắc bằng gỗ nguyên bản đều bị các nhà sưu tập đầu tiên ở châu Âu xua đuổi hoặc bị các nhà truyền giáo đốt cháy với số lượng lớn. Ngày nay, chạm khắc không còn là hình thức nghệ thuật chính. Tuy nhiên, có những nỗ lực để thu hút những người trẻ tuổi theo đuổi ngành nghề này dưới sự hướng dẫn của thợ khắc lành nghề. Atiu, đặc biệt có một truyền thống thủ công mạnh mẽ cả về điêu khắc như tapa. Mangaia là nguồn gốc của nhiều quảng cáo tinh xảo được chạm khắc theo phong cách đặc biệt, bình dị với thiết kế được gọi là double-k.

#### Dệt
Các hòn đảo sản xuất dệt truyền thống thường là chiếu, basketware và mũ. Chúng được làm từ sợi chưa trưởng thành của cây dừa và có chất lượng rất cao. Tương đương với mũ Polynesia của Panama, chúng được đánh giá cao và được tìm kiếm nhiều bởi du khách Polynesia từ Tahiti. Thông thường, chúng được trang trí với những chiếc mũ làm bằng vỏ nhộng nhỏ được vẽ và khâu bằng tay. Mặc dù con nhộng được tìm thấy trên các hòn đảo khác.Nó là một "đặc sản" của Mangaia. Việc dệt rito là một "đặc sản" của các hòn đảo phía bắc như Manihiki, Rakahanga và Penrhyn.

#### Tivaeva
Một hình thức nghệ thuật chính ở Quần đảo Cook là tivaevae. Về bản chất, nghệ thuật của phong cảnh đảo thủ công. Được giới thiệu bởi những người vợ của các nhà truyền giáo trong thế kỷ 19, nghề thủ công đã phát triển thành một hoạt động chung, có lẽ là một trong những lý do chính cho sự phổ biến của nó.

## Thiên nhiên

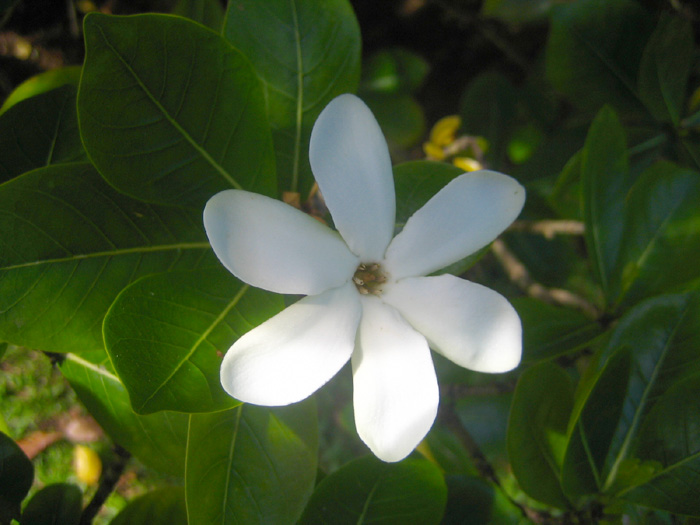
Tiare māori, quốc hoa của Quần đảo Cook

- Quốc hoa của Quần đảo Cook là Tiare māori hoặc Tiale māoli (Penrhyn, Nassau, Pukapuka).
- Quần đảo Cook có một quần thể Kiore toka (Chuột đen) không phải là giống bản địa và chuột Polynesia. Những con chuột đã làm giảm đáng kể số lượng chim trên đảo.
- Vào tháng 4 năm 2007, 27 con vini kuhlii hóa thạch đã được giới thiệu lại từ Atiu tới Rimatara. Hóa thạch chỉ ra rằng loài này trước đây xuất hiện ít nhất trên năm hòn đảo thuộc nhóm phía nam. Khai thác quá mức cho bộ lông đỏ của nó là lý do rất có thể cho sự tuyệt chủng của loài này ở Quần đảo Cook.

## Thể thao
Bóng bầu dục là môn thể thao phổ biến nhất ở Quần đảo Cook.